# Theodor Pauckstadt
Hans-Werner Theodor Erik Pauckstadt, född 23 augusti 1935 i Königsberg (nu Kaliningrad), Tyskland är en tysk-svensk skulptör, arkitekt och konstpedagog. 
Pauckstadt studerade arkitektur och konst vid flera konstskolor i Tyskland 1955–1961 samt konsthistoria vid Göteborgs universitet. Separat har han ställt ut i Göteborg och Herrljunga, samt i ett flertal tyska städer. Bland hans offentliga arbeten märks utsmyckningar för Hjällboskolan. Pauckstadt är representerad vid Borås konstmuseum och Jönköpings museum.  